# Fasmatrop
El fasmatrop va ser una joguina inventada per Henry Renno Heyl durant la dècada del 1870 que va formar part de la història de la fotografia en moviment, en el camí cap al cinema.

## Origen
L'aparell consisteix en la composició de dos invents: el daguerrotip, aparell fonamental per a la creació i evolució de la fotografia, i el fenaquistoscopi, una joguina que permetia reproduir el moviment d'una imatge a partir d'una seqüència de vàries.
D'una banda, el daguerreotip era fruit de la investigació de la simulació del moviment; de l'altra el fenaquistoscopi era resultat de l'evolució que tenia la fotografia. Abans que l'inventor fes el pas, Plateau, el físic i matemàtic creador d'un dels precedents del fasmatrop, el fenaquistoscopi; ja havia suggerit de fer aquesta unió dels dos aparells.
És llavors quan Renno el 1870 crea el fasmatrop ajuntant les dues tècniques a l'Acadèmia de Música de Philadelphia. Es tracta d'unir la idea de plasmar les imatges reals en plaques de coure, com feia el daguerreotip, amb el moviment que ens permetia el Fenaquistoscopi a partir de la seqüència ràpida de diverses imatges seguides. Funcionava amb imatges reals, que amb les millores tècniques es va poder guanyar en nitidesa fent-ho sobre plaques de vidre.

## Funcionament
Per tal d'aconseguir la projecció d'imatges fotogràfiques en moviment es capturaven imatges utilitzant el funcionament del daguerreotip, que combinat amb la persistència de la visió i les fotografies plantejades produïa una il·lusió de moviment. Funcionava utilitzant les transparències d'un vidre d'una seqüència de posicions estàtiques i projectades per una llanterna màgica. D'aquesta manera s'aconseguia una il·lusió de moviment, el resultat del fasmatrop.
Això no obstant, era un desavantatge per a la fotografia en l'època, ja que perquè funcionés els models havien d'estar quiets durant una estona. Més tard, gràcies a les millores tècniques que van fer guanyar nitidesa, també van afavorir aquest aspecte. De fet, es va poder arribar a fotografiar amb exposicions de tan sols 1/25 segons.

## Demostracions
La primera demostració que es va fer del seu funcionament va tenir lloc a l'Acadèmia de Música de Filadèlfia, on Heyl va desenvolupar-lo, el 5 de febrer de 1870. S'hi van projectar una parella de ballarins i un acròbata. Totes dues animacions van ser musicalitzades per una orquestra, de forma que es va assolir una sincronia entre la imatge i la música.
El març de 1870 es va repetir la demostració a l'Institut de Franklin.